# Kurt Schaffer
Kurt Schaffer (* 26. April 1928 in Wien-Landstraße; † 16. Oktober 2013) war ein österreichischer Volksmusiksänger, Jazz-Musiker, Multiinstrumentalist und Songschreiber.

## Leben

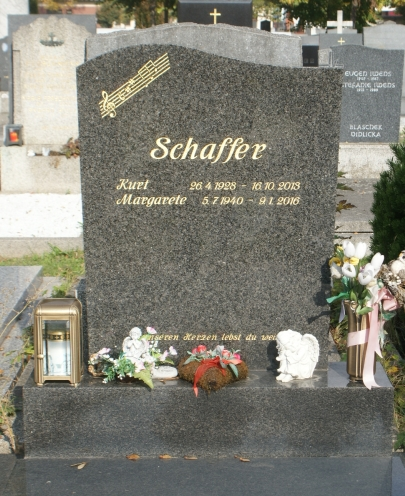
Grabstätte von Kurt Schaffer

Kurt Schaffer wuchs in einer Familie mit zwölf Geschwistern auf. Von seinen Großeltern, seiner Mutter uns seinen Tanten lernte er schon als Kleinkind ein umfangreiches Repertoire an alpenländischer Musik und dem Wienerlied. 1942 begann er eine Lehre als Federnschlosser. Schon 1943 hatte er seinen ersten Konzertauftritt, bevor er 1944 zum Kriegsdienst in die Reichswehr einberufen wurde. Nachdem er aus kurzer sowjetischer Kriegsgefangenschaft im August 1945 entlassen worden war, musizierte er, wie damals viele junge Musiker, in Tanzorchestern und amerikanischen Offiziersclubs als E-Gitarrist und Sänger. Aus den Einnahmen finanzierte er ein Studium am damaligen Horak-Konservatorium für Musik, Tanz und Dramatische Kunst. Sein Programm erweiterte er zu der Zeit um Hawaii-Gitarre, Jazz und Evergreens. Ab 1951 tourte er als Gitarrist, Bassist und Schlagzeuger mit dem King Trio durch Österreich, Deutschland, Luxemburg, Italien und die Schweiz. Während der Expo 58 spielte er mit dem Orchester Eduard Macku mehrere Monate in Brüssel. Schaffer empfand es in seinen Erinnerungen als eine wichtige Zeit, durch diese Engagements ein vielfältiges Repertoire kennengelernt zu haben. Ab 1963 widmete er sich aber nur noch der Volksmusik. Gemeinsam mit Lothar Steup und Franz Belay veröffentlichte er als die 3 Grinzinger in den 1970er Jahren mehrere Langspielplatten und hatte mehrere Fernsehauftritte. Für Schaffers Lied Ja, so war’n meine Leut erhielten sie eine Goldene Schallplatte. Er spielte mit verschiedenen Musikern, bevor er Walter Hojsa traf. Mit Hosja spielte er bis an sein Lebensende hauptsächlich in Heurigerlokalen. Dabei machten sie nicht nur Musik, sondern legten Wert auf eine Gesamtdramaturgie mit echtem Wiener Schmäh und Entertainment. Anlässlich der Vorstellung seiner letzten CD nannte die Wiener Bezirkszeitung ihn und Hojsa „ein Stück Kulturgut“. Schaffer war seit März 2001 Träger des Goldenen Verdienstzeichens des Landes Wien.
Er verstarb im Oktober 2013. Sein Grab befindet sich auf dem Stammersdorfer Zentralfriedhof (Gruppe 6, Reihe 5, Nummer 31).

## Als Songschreiber
Ab Mitte der 1960er Jahre komponierte und textete Schaffer im Bereich Volksmusik auch für andere Künstler wie Christl Prager.

## Diskografie
- 2010: Hojsa, des schaff ma! (Kompilation zusammen mit Walter Hojsa)